# Nyctycia shelpa
Nyctycia shelpa là một loài bướm đêm trong họ Noctuidae.